# Міра (альбом)
Мі́ра — шостий студійний альбом українського гурту «Океан Ельзи», випущений 25 квітня 2007 року лейблом Moon Records. Платівка розійшлася накладом 170 000 примірників.
На пісні «Все буде добре» і «Зелені очі» в 2007 року було знято відеокліпи.

## Музиканти

### Океан Ельзи
1. Святослав Вакарчук — вокал
2. Петро Чернявський — гітара, акустична гітара, ситара, бек-вокал
3. Денис Дудко — бас-гітара, бек-вокал
4. Милош Єлич — рояль, синтезатори, електропіано, орган, бек-вокал
5. Денис Глінін — барабани, перкусія

### Запрошені музиканти
- Віталій Телезін — синтезатор, перкусія, tubular bell
- Вадим Нікітан — труба
- Київський Філармонічний оркестр

## Композиції
1. Міра (4:01)
2. День у день (2:55)
3. Хочу напитись тобою (3:40)
4. Пташка (2:43)
5. Зелені очі (4:08)
6. Коли тобі важко (3:52)
7. Як довго (3:02)
8. Не можу без тебе (2:35)
9. Лелеки (4:04)
10. Ночі і дні (3:02)
11. Все буде добре (3:10)
12. Моя мала (3:39)
13. Веселі, брате, часи настали (3:32)
14. Дякую! (2:25)

Музика і слова — Святослав Вакарчук, крім 

4, 12 — музика Святослав Вакарчук / Петро Чернявський, слова Святослав Вакарчук